# Gråhajar
Revhajar  eller gråhajar (Carcharhinidae) är en familj hajar av ordningen gråhajartade hajar. I familjen ingår några av de mest kända och vanligaste hajarna, som tjurhaj, tigerhaj och blåhaj.
Hajarna i familjen har runda ögon och deras bröstfenor är placerade helt bakom den fjärde (av fem) gälöppningen. De flesta arterna föder levande ungar. Arternas tänder liknar knivblad. På ryggen förekommer två ryggfenor och munnen ligger under nosen. Allmänt föds 30 till 50 ungar per kull. De är vid födelsen ungefär 60 cm långa.
Flera arter blir mycket stora, den största av dem alla är tigerhajen, som kan bli upp till 7,4 meter.
Det vetenskapliga namnet är sammansatt av de gammalgrekiska orden karcharos (skärande/skarp) och rhinos (nos). De flesta arter undviker kontakt med människor. Enskilda arter har ett livshotade bett.

## Släkten
- Carcharhinus
- Galeocerdo
- Glyphis
- Isogomphodon
- Lamiopsis
- Loxodon
- Nasolamia
- Negaprion
- Prionace
- Rhizoprionodon
- Scoliodon
- Triaenodon